# Allocosa perfecta
Allocosa perfecta là một loài nhện trong họ wolfspinnen (Lycosidae).
Loài này thuộc chi Allocosa. Allocosa perfecta được Carl Friedrich Roewer miêu tả năm 1959.